# はてなのサービス一覧
はてなのサービス一覧は、株式会社はてなが提供するサービスの一覧である。

## 概要
「はてな」は数多くのサービスを展開しており、「はてなブログ」「人力検索はてな」「はてなブックマーク」のユーザーが最も多い。この他に「はてな匿名ダイアリー」のエントリ選をトップページに掲げる。パソコンやスマートフォンからも閲覧できる。
2019年の公式資料によれば、会員数は約786万人、月間PVは約5.97億PV。ユーザー層は、30代が40％と最多で中心を占め、男性が75％であり、58％が未婚者である。職種としてはエンジニアが30％と多数を占める。

### 技術
Perl製の「はてなフレームワーク」やRidge、MoCo、Ten（オープンソース）を自社開発し、LAMP上で運用している。創業以来インフラは自社運用し、ラックマウント型サーバを自作し販売もしていた。2004年頃は90台のサーバーを運用していたが、規模が拡大し2010年以降はメーカー製のサーバーを使うことが多くなった。国内有数の高トラフィックサイト（自称）であり、さくらインターネットのマネージドハウジングやアカマイ・テクノロジーズのクラウドを使って、負荷分散を行っている。

## 人力検索はてな
人力検索はてな（じんりきけんさくはてな）は「人力による検索」を主旨としたナレッジコミュニティサービス。
はてな最古のサービスであり、社名の由来でもある。元来はユーザーが知りたい情報について有料の「はてなポイント」を対価に質問すると、ページ探しの得意な別のユーザーがその情報を含むウェブページを答えて、謝礼として「はてなポイント」を受け取るスタイルだった。その後「アンケートはてな」や「いわし」などの質問形式を選択することも出来、検索エンジンと電子掲示板とQ＆Aをミックスして有料化したような独特のサービスになった。しかしページ探しの廃止や名称の変更、「いわし」の新設と廃止、無料質問などサービス内容はネット状況の変化と共に変わっていった。

### 用語
はてなポイント質問の対価として支払われるポイントは有料で、クレジットカードや銀行振込等で購入する。回答者は獲得したポイントで自分の質問をしたり、はてなの有料サービスに使ったりAmazonギフト券と交換することが出来る。
アンケートはてなアンケート形式の質問で、対価は回答者全員に配分する。
ダミーURL検索テクニックに秀でた回答者が質問者になりかわって検索を行うサイトなので、URLの回答が必須だった。しかしその方面の知識に秀でた回答者が検索せずに自分の知識で回答するケースが増え、検索は形骸化した。ヒマつぶしに受け狙いの質問をして、それに対する回答を楽しむコミュニケーション（ネタ質問）の手段としてもそぐわなかった。そのためダミーURLを入力するルール回避を公式に問題視したため、2006年3月に選択制となった。
いわし「議論」は「はてな」では禁止されていないため、「○○についてどう思いますか？」というような「正解が存在しない質問」も許され、結果として議論系の質問で盛り上がることがある。2006年3月に、そのような回答のない質問について、独立したツリー型BBSで「回答」を受け付ける「いわし」という質問形式が新設されたが、2011年5月に廃止された。
コレナニ？iPhoneで写真を撮って100文字以内の文章と共に質問をするアプリケーションで、ウェブページには「コレナニ？」用のカテゴリが新設された。

### 沿革
- 2001年7月 - サービスを開始[17]。当初は決済機関との調整が済まずに無料だった。
- 2001年10月 - 有料化[18]。
- 2004年2月 - アンケートはてな開始[19]。択一式・チェック式のアンケートが可能に。
- 2005年9月 - 人力検索サイトはてなから「人力検索はてな」に改名[20]。「はてな内の1サービスであるとの位置づけに」した。
- 2006年3月 - リニューアル[21]。画像の添付やアンケートの独立、いわし機能、ダミーURLが不要に。
- 2011年5月 - リニューアル[22]。質問やアンケートの無料質問ができるようになった（ただし有料質問と比べて制限がある）。いわし機能廃止、Twitter連携。
- 2011年10月 - iPhoneアプリ「コレナニ？」を公開[23]。

## はてなブログ
詳細ははてなブログを参照。

## はてなブックマーク
「ソーシャルブックマーク」、「ソーシャルニュース」サービスである。略称は『はてブ』。
ユーザーがウェブブラウザで「ブックマークレット」を起動するか、ブログやニュースサイトなどに設置された「はてなブックマークボタン」を押すと、記事のURLがブックマークとして保存される。任意で全角100（ASCIIであれば300）文字までのコメントやタグも付けることができ、複数のユーザーが登録することで、その記事に関するコメントやタグが蓄積されて行く。これを一覧表示すれば電子掲示板のように楽しむことが出来る。
被ブックマーク数を「はてなブックマークボタン」に表示して、読者やオーナーに記事の注目度を知らせることも可能である。特に人気の高いものは、はてなブックマークのトップページに「最近の人気エントリー」（ホッテントリ）として集められ、ニュースサイトとしても楽しむことも出来る。
ブックマークを共有することで、ネット上でどんなニュースが盛り上がってるか、他のユーザーがどんなページをブックマークしているかを客観的・数値的に知ることが出来るようになった。はてなブックマークのユーザーは携帯を含めて600万人/月（延べ）で、JR名古屋駅の月間乗降客数に匹敵する規模である。これが月に約51万エントリー（7年平均）の新しい有用なページ・注目すべきページを発見して、既存のページも含めて約2.8個のコメントを付けて分類評価している。人力でフォークソノミーし集積した数千万エントリーのデータは検索エンジンの自動分析では実現できない独特のコンテンツを生み、ボトムアップ的なコミュニティを形成し、はてなブックマークのユーザー以外も巻き込んでネット世論の一部を形成している。
2007年からasahi.comに「はてなブックマークボタン」が採用され（当初はサイエンス・コンピュータ分野のみ）、2010年時点でasahi.com、YOMIURI ONLINE、毎日jpなど28のメディアにボタンが設置されている。行動情報などのビッグデータを収集してビジネスに生かす方向で進化しており、スマートフォンとの連携も進んでいる。女性ユーザーを増やすべく「B!KUMAガールズ」のようなiPhoneアプリが作られている。

### 誹謗中傷問題と改善の取り組み
はてなブックマークでは、コメントやタグにネガティブな意見や罵倒が並んでブログやウェブサイトのオーナーが傷ついたり、炎上を引き起こすことがある。池田信夫は、はてなブックマークのユーザーを「はてなに集まるネットイナゴ」と呼び「悪貨が良貨を駆逐する」と批判した。そのため翌月に褒めることしか出来ず、コメントのハードルが高い「はてなスター」が始まった。しかし池田は納得せず、翌年も「匿名の卑怯者」「暗黙の言論弾圧の装置」と批判した。そのためかオーナーがmetaタグを設置すれば、『コメント一覧の非表示』が出来るようになった。それでも池田は納得せず、次の年も「チャレンジしないでストレスを飲み屋やウェブで発散するサラリーマン」の「卑怯者に「ガス抜き」のプラットフォーム」を与えていると非常勤取締役の梅田望夫を批判した。はてなブックマークのユーザーは、はてな平均より男性（9割）や中・高所得者（年収500万円以上が6割）が多いようで、池田はそれを念頭に発言したようである。この批判に応えてエントリーページでは、はてなスターの付いた人気コメントが優先的に表示され、池田が求めたようなシステムになった。twitterやmixiなどのSNSとの連携機能を整備する要因になったようである。しかし問題点は本質的には何も解決せず、福岡IT講師殺害事件が起きた。

### 行動情報の無断収集事件
2012年3月、「はてなブックマークボタン」が設置したウェブサイトのオーナーや閲覧者の大半が気づかないうちに、行動情報のトラッキング（追跡）を始めて、無断で収集した情報を広告会社のマイクロアドに販売していた事が発覚した。ソーシャルボタンは「はてなブックマークボタン」のほかに、Facebookのいいね!ボタンやGoogle+1ボタンなどがある。しかしこれらは、クリックした時にアクセスログを記録するだけである。一方、「はてなブックマークボタン」はクリックしなくても表示しただけで「過去に検索したキーワードや広告のクリック履歴、過去の広告表示履歴、ＩＰアドレス、サイトへのアクセスした時間、携帯端末の固体識別情報など」を収集し、ネット上で横断的に蓄積していく。これは「はてなブックマーク」のユーザーではない閲覧者や、自由民主党のウェブサイトのように広告が付いておらず、ウェブサイトのオーナーが経済的な恩恵を受けない場合でも同様である。トラッキングは収集する情報や範囲が大きいので、ウェブサイトのオーナーや閲覧者の許可を得て、公明正大に行わなければならない。インターネット広告推進協議会や総務省の研究会のルールによれば、ウェブサイトのオーナーの同意を得て、プライバシーポリシーを変更して閲覧者に告知し、同意しない閲覧者にはトラッキングを停止するオプトアウトの手段を与える等の措置が必要である。ところが「はてな」は、一部の大手メディアのオーナーと相談して収集対象から外しただけでトラッキングを始めてしまった。無断でトラッキングを行うことは機能的にはマルウェアやスパイウェアと同じであり、はてなの「企業・技術者の倫理観」に対する懸念が広がった。こうした批判に対して、当時はてなの代表取締役社長であった近藤淳也は非を認めて、半年間密かに続けた行動情報の収集を停止した。マイクロアドもオプトアウトの告知を進めている。マイクロアドの広告は、オプトアウトの手続き後も「クッキーの削除やPCの変更等により、この設定が無効化されると再度蓄積が開始される場合」がある点には注意が必要である。

### 沿革
- 2005年2月 - ベータ版開始[24]。「はてなブックマークボタン」が開発された[44]。
- 2005年8月 - 正式版開始[45]。
- 2007年1月 - asahi.comに「はてなブックマークボタン」が設置された[27]
- 2007年6月 - 池田信夫のネットイナゴ批判がネットで話題に[31]。
- 2007年7月 - はてなスターが始まった[32]。
- 2008年2月 - 池田信夫からの批判（二回目）[33]。
- 2008年8月 - コメント一覧の非表示機能実装。
- 2008年11月 - 新バージョン公開[46]。
- 2009年2月 - はてなブックマークニュースを開始[47]。
- 2009年5月 - はてなブックマークプラス（有料）を開始[48]。
- 2009年6月 - 池田信夫からの批判（三回目）[35]。
- 2009年10月 - Twitterからの投稿機能実装[49]。
- 2010年6月 - Twitterへの投稿機能実装[50]。
- 2010年9月 - mixiチェックとの連携機能実装[51]。
- 2010年10月 - トップページが2～4週間、はてな x 日本経済新聞 電子版コラボレーションデザインになった[52]。
- 2010年11月 - 投稿ボタンをリニューアル[53]。ページ遷移が不要になった。
- 2011年3月 - はてなブックマークランキングを開始[54]。
- 2011年4月 - エントリーページをリニューアル[55]。人気コメントが表示されるようになった。
- 2011年7月 - facebookとの連携機能実装[56]。
- 2011年9月 - はてなブックマークボタンが広告表示のために、行動情報の収集を開始（オプトアウトで一時停止可）[29]。
- 2012年2月 - ユーザーページをリニューアル。マイホットエントリー機能が追加された[57]。
- 2012年3月 - はてなブックマークボタンで収集した行動情報の第三者提供が停止された[37]。
- 2013年1月 - トップページをリニューアル。デザインを変更し、はてなブログの新着や新着ニュース枠を新設[58]。
- 2020年7月1日 - この日までに、arXiv.org のページをブックマークした際にタイトルや概要文が自動的に取得されるようにした[59]。
- 2023年3月6日 - アクティビティ機能を追加[60]。

## はてなフォトライフ
画像アップロードサービス。ウェブブラウザや携帯電話などから、画像をはてなのサーバ上にアップロードできる。有料コースと無料コースがあり、それぞれ毎月1日から月末までの１か月間にアップロードできる画像のデータ量やピクセルサイズなどが決められている。
はてなダイアリーやはてなグループと連携し、IDを指定するだけで簡単に該当の画像を呼び出すことができる。

### 用語
はてなフォトライフデスクトップ登録されたRSSデータに含まれる画像データをMicrosoft Windowsの壁紙に変えることができるアプリケーション。主として「はてなフォトライフ」との連携を想定されているが、画像データを含んでいれば、利用する画像ははてなフォトライフに限定されない。このアプリケーションにより、直接はてなフォトライフに画像をアップロードできる。

## はてなスター
ソーシャルボタンの一種。ブログなどに設置された「はてなスターボタン」を押して、プラス評価をするサービス。マイナス評価は出来ず、双方向で友達にならないとコメントが出来ないため、一方的な罵倒やスパム行為は出来ない。はてなブックマークを始め、はてなのサービスで広く使われている。外部のブログサービスやブログソフトにも設置可能であり、OpenID・OAuthでログオンも出来る。一度自分が付けたスターの上にマウスカーソルを数秒間置くと、『スターを削除するか』否かを確認するモーダルウィンドウが出現する。米国子会社のHatena Inc.が開発した。

### 用語
Favoritesブログの記事にスターを付けると、そのブログのオーナーが3か月間お気に入りになる。
FriendsFavoritesなオーナーが、自分のブログ記事にスターを付けると、友達になってお互いにコメントの書き込みや他の友達のコメントを閲覧できる。
スターコメントフレンズ以外はコメントの書き込みも閲覧も出来ない。SNSのように友達だけの部分的な閉鎖空間が作られる。
カラースターノーマルスターと色違いのスターのこと。グリーン・レッド・ブルー・レア（パープル）の4種類があり、ノーマルスターより価値が高い。カラースターショップで購入できるほか、グリーンスターははてなのサービスで一定の条件を満たすと無料でプレゼントされる。2012年3月30日からカラースターを削除すると再利用が出来なくなったため、カラースターを付けようとすると確認メッセージが表示される。

### 沿革
- 2007年7月 - サービスを開始[32]。
- 2007年11月 - 1000万個を突破[63]。
- 2009年3月 - カラースターを発売[64]。
- 2011年2月 - 100億個を突破[65]。

## クライアント・アプリケーション
サーバー側のサービスだけでなく、パソコンやスマートフォン、ゲーム機などクライアント側のソフトウェア開発も行っている。ツールバーなどのプラグインやブログパーツ、スクリプト、アプリケーションソフトウェアなどが公開されている。
- 2003年12月 - Internet Explorer用の「はてなツールバー」を公開[66]。Windows専用。
- 2004年12月 -Mozilla Firefox用の「Hatenabar」を公開[67]。Firefoxの動くプラットフォームならどれでも利用することができる。
- 2005年6月 - はてなグリースモンキーを公開[68]。Greasemonkeyを通じて利用するJavaScriptスクリプト集で、はてなの利便性が向上する。
- 2009年12月  - はてなブックマーク for iPhoneを公開[69]。翌年2月にアプリ版も公開した。
- 2010年1月 - はてなブックマークGoogle Chrome拡張を公開[70]。
- 2010年8月 - はてなブックマークSafari拡張を公開[71]。
- 2011年11月 - iPhoneアプリ「B!KUMA Girls」を公開[30]。

## はてラボ
実験的サービス置き場。いくつかのプロジェクトがある。はてラボのトップのURLは https://hatelabo.jp/ となっている。

### はてなアンテナ
はてなアンテナは、登録したウェブサイトを自動巡回し、そのサイトの更新状況一覧で表示する、俗に言うアンテナサービス。2002年5月18日サービス開始。
他のユーザーとアンテナデータを共有することによって、巡回効率をあげている。他にも、正規表現で更新の対象としたいデータとしたくないデータを振り分けることが出来、更新確認の際の無駄を省くことができる。
2019年、はてラボのサービスへ移行した。

### はてな匿名ダイアリー
その名の通り、はてなのIDを持つ者であれば「はてラボ」にログインする事で、IDを出すことなく匿名で日記が執筆できるサービス。はてなダイアリーと同じく、一般的なHTMLタグや「はてな記法」が使える。ただし匿名といっても、それはあくまで第三者から見た場合の話であって、執筆者には書いた日記の閲覧・加除訂正(これにより、他者からの反響を反映した追記などが可能)が一元的にできる管理ページが与えられる。各ユーザーが執筆した日記は書いた日にち・時刻によって静的URLが形成され（例えば日記が作成されたのが西暦2015年12月8日午後8時30分25秒なら、20151208203025が末尾に付くURLとなる）、はてなブックマークが付けられている場合は被ブックマーク総数も表示される。その匿名ダイアリーに対してさらに匿名ダイアリーまたは、はてなダイアリー内で言及があった場合は、関連コメントがツリー状に表示される。ユーザー間での略称は「増田(ますだ)」。
匿名で執筆できるゆえに、過激な内容や内部告発・「釣り」が目的と思われるエントリーも多く、はてなコミュニティでしばしば話題になる。はてラボサービスの中では、もっとも利用が盛んである。匿名であっても、投稿者が特定されているケースもある。
ツリーとして表示される際、ダイアリーを削除してもツリーには表示が残るため、そのシステムを悪用する者もいる。一般ユーザが投稿すると即座に「迷惑投稿」とされて削除されるような内容は、特定のユーザが投稿してもそのまま残る。記事存続判定は恣意的である。

### Hatena::Let
ユーザが作成したブックマークレットを公開するためのサービス。通常の複数行インデント入りJavaScriptの形で編集ができ、リアルタイムで構文エラーが検知される仕組みを搭載している。

### はてなコピィ
キャッチコピーをバナー画像の形で生成するサービス。

### はてなカウンティング
日単位のカウントダウン・カウントアップ画像を生成するサービス。公開・限定公開(URLを知っている人のみ公開)を選ぶことができる。

## 終了したサービス

### はてなセリフ
文字を埋めるための空欄のふきだし等の領域がある画像に、文字を入れた画像を生成するサービス。公開・限定公開(URLを知っている人のみ公開)を選ぶことができる。吹き出し等の領域がある元素材もユーザ各自がアップロードすることが可能で、他者がアップロードした素材を利用することもできる。現在はサービスが終了している。

### はてなグラフ
データを登録することで、日付別のグラフを生成することができるサービス。現在はサービスが終了している。

### はてなカウンター
はてなが提供するアクセス解析機能つきカウンターサービス。全体または一部が無料で利用できるものが多いはてなのサービスの中では珍しく、有料でのみ提供される。現在はサービスが終了している。

### はてなダイアリー
はてなダイアリーは、ウェブブラウザや携帯から日記の投稿・編集ができるウェブ日記（ブログ）サービス。
キーワードシステムやIDトラックバック機能により、特徴のあるインターネットコミュニティを構成している。tDiaryと互換のあるHTMLを生成するため、用意された多様なテーマからデザインを簡単に選択できるほか、CSSを使って自由に自分独自のデザインを作ることも出来る。はてなアンテナやRSSの表示が簡単に出来てアクセスカウンターも無料だが、解析機能は有料である。使用される文字コード体系はEUC-JPに準拠している。

#### 用語
キーワードシステム
ユーザーによって登録されたキーワードが日記の文中に存在すると、そのキーワードの解説ページへ自動でリンクされる機能である。キーワードの解説ページの存在により、専門用語などの注釈を各人の日記内に記述する必要が無いだけでなく、キーワードを含む日記が一覧によって興味のある話題を扱っているユーザーの日記を見つけることができる。
はてな記法
wiki記法に似たはてな記法を使用することで、htmlの知識が無くとも日記を綴ることができる。もちろん、html言語の知識があるユーザーにとっても、はてな記法の直感的かつ簡易な記述は便利である。ユーザーのさまざまな要望を反映して、機能は随時追加されている。
IDトラックバック
はてな内（ダイアリーやフォトライフなど）からはてな内へリンクを行うと、自動的にトラックバックも行われる。このうち、ユーザー（d.hatena/hogeもしくははてな記法id:hoge）を対象としたトラックバックをIDトラックバックと呼び、記事を対象とした一般的なトラックバックと区別する。対象ユーザーへの呼びかけや、言及通知として利用されている。もちろん、こういったIDトラックバックを含め、これらのトラックバックを個別に・あるいはまとめて受け付けを拒否する機能も備えている。

#### 沿革
- 2003年
  - 1月 - ベータ版をリリース[80]。
  - 3月 - 正式版をリリース。
- 2004年
  - 1月 - はてなダイアリーブックを開始[81]。自分のはてなダイアリーの日記を本にするサービス。
  - 4月1日 - 「昨今のブログブームにのっとり」エイプリルフールネタとして「はてなブログ」に名称を変更（1日限定）[4]
- 2005年2月 - バージョンアップ[82]。プレビュー機能の追加など。
- 2010年5月 - バージョンアップ[79]。twitterとの連携やiPhone対応など。
- 2011年11月 - 「はてなブログ」のベータ版がリリースされる。はてなダイアリーは存続するが、将来は「はてなブログ」へ移行を予定する[83]。
- 2012年8月 - 「はてなブログ」のガイドラインが適用され、無料コースではGoogle AdSenseの広告が表示されるようになった[84]。
- 2018年8月30日 - 2019年春に終了し、はてなブログへ統合することを発表した[85]。

### はてなキーワード
本文中の言葉がキーワードページへのリンクとなり、その言葉の意味や関連情報が表示される機能。
「はてなダイアリー」の目玉機能の1つで、日記中の言葉を自動的にキーワード化・リンク化し他の日記につなげる機能として始まった。ウィキペディアと同じように、ユーザーが言葉の意味を共同執筆するインターネット百科事典でもあった。最低7日間分はてなのサービスを使って「はてな市民」になれば作成・編集することができた。プレスリリースでは、はてなキーワードの特徴を「言葉の要点を簡潔にまとめた内容やユーザーの視点からユニークな視点で解説したものが多く、最新の流行語もいち早く作成されます。」と位置づけていた。「はてなダイアリークラブ」も存在した。
2019年10月にサービスを終了し、後継の「はてなブログタグ」に移行している。はてなブログタグでは、はてなキーワードから引き継がれたタグの「説明文」が存在するが、その説明文を編集することはできなくなった。はてなブログタグへの移行後に作成された新しいタグについては説明文が存在しない（例：タグ「アベノマスク」「ちむどんどん」）。

#### 技術
はてな株式会社は「キーワード分類方法、サーバコンピュータ、及びプログラム」（特許公開2008-77353）と「情報表示方法、中央処理装置及びコンピュータプログラム」（特許公開2005-202895）の特許を保有している。

#### 沿革
- 2003年1月 - 「はてなダイアリー」の機能として始まった[80]。
- 2005年9月 - 「現代用語の基礎知識2006」に新語として105キーワードが掲載された[94][95]。
- 2006年11月 - 「現代用語の基礎知識2007」に95キーワードが掲載された[96]。
- 2007年6月 -  ジャストシステムのATOK2007向けに、5万語を収録した「はてなダイアリーキーワード辞書 for ATOK」が公開された[97]。
- 2007年8月 -「ATOKダイレクト for はてな」が公開された[98]。
- 2007年11月 - 「現代用語の基礎知識2008」に97キーワードが掲載された[99]。
- 2008年9月 - 「はてなダイアリーキーワード」から「はてなキーワード」に名称変更し、独立サービス化した[100]。
- 2019年10月 - サービス終了、「はてなブログタグ」に移行[86]。

### はてなグループ
いわゆる「グループウェア」のサービス。
ブログ、スケジューラ、掲示板、タスク管理、ファイル共有、キーワードシステムなどの機能を備え、多人数による活動を支援していた。
現時点では業務用よりも、グループローカルなブログやキーワードが作れる機能を利用して、同好の志の間で利用しているケースが多いと見られる。以前ははてなダイアリーでは同一メールアドレスに基づく複数IDの所持は禁じられていたため、目的用途別にダイアリー機能を使い分けたいユーザにとってのサブ日記などとして使われた例もある。使用される文字コード体系はUTF-8に準拠しているため、多言語対応となっていた。
2019年でサービス終了。

### はてなマップ
はてなマップは、Google マップのAPIを利用したオンラインマップサービス。CLOGのフォトラバと同様の機能を持つ。緯度経度が設定されたはてなダイアリーキーワードや、ExifにGPS情報が含まれるはてなフォトライフの写真、さらにはてなマップを通じた特定の位置へのトラックバックがマップ上に表示される。2008年3月末日にサービスを終了した。

### Rimo
Rimoは、YouTube動画の閲覧サイト。はてラボにて提供されていたが、開発担当者の退職によりサービスが終了した。

### はてなRSS
俗に言うRSSリーダー。個別に設けられたページにRSSを登録することができ、ウェブブラウザや携帯端末から更新されたウェブサイトの閲覧が可能になる。はてなキーワードと連携し、キーワードが自動でリンクされる。2010年にサービスを終了した。

### はてなワールド
地図を元にした仮想世界上をユーザーが歩き回り、他のユーザーとチャットすることができるサービス。2007年12月公開。当初の期待ほどの規模にならなかったため、2008年6月より、実験的なサービスを提供する「はてラボ」のコーナーに降格。その後メンテナンスなどを行わず、基本機能も不十分な状態になってしまったとして2010年6月にサービスを終了した。

### はてなランド
主に、小・中学生ユーザーを対象としたSNS。仮想空間「はてなランド」内で、アバター（ハッピィ）を作成し、他のユーザー（ともだち）と交流できる完全招待制のサービスで、2010年10月1日に開始したが、10月8日にシステムアップデートを理由に10月19日まで使用できないという告知が発表されてサービスを停止し、10月15日にはサービスの終了が発表された。その理由については公表されていない。
サービス終了の際、はてなランドのみを利用していたユーザーは「ともだち」関連のデータ全てが削除され、はてなランドのみを利用していたユーザーとのともだち関係が強制的に解消された。

### はてなハイク
お題（キーワード）に対して、文章やイラストなどを投稿することができるミニブログサービス。2007年12月公開。直接的に競合するウェブサービスとしては、例えばTwitterなどがあげられる。はてなハイクに関しては字数制限は基本的に無い。画像や動画のURLを貼れば直接見ることができる。お題がついているので、一定のテーマで議論をするものや、一発ネタなどが良く見られる。
メンテナンスコストの増大やスパム投稿の増加から2017年6月より通常のサービスではなくはてラボ内の実験的なサービスとなったが、それでもスパムの増加等に対応しきれず2019年3月27日で終了することが発表された。

### はてなハイク2（仮称）
2009年11月にクローズドベータ版として公開されたミニブログサービス。携帯電話に特化したインターフェイスが特徴だった。もともと現在のはてなハイクの後継として開発されていたが、その後開発計画の見直しによりはてなハイクとは別のサービスとして進化することとなった（そのためタイトルに（仮称）が付いた。最終的に正式名称は決定しなかった）。その後大きな変化なく、2010年5月末に閉鎖することが発表されると、ユーザーから閉鎖撤回を求める声があがり、それにより閉鎖は免れた。しかし2012年8月31日に、同年10月1日に閉鎖することが発表され、その後予定通りサービスを終了した。以降、このサービスの過去の投稿は「はてなココ」にある「ともだちの新着」ページで閲覧できるようになっている。

### はてなわんわんワールド
GoogleマップのAPIを使用したサービス。地図上を犬になって動き回り、地図上で遭遇したユーザーと会話することが出来た。

### はてなWordLink
ソーシャル辞書サービス。キーワードに連想される言葉を書き足していく。

### はてなボトル
悩みや疑問を投稿すると、利用者の誰かに投稿内容が届き、届いた利用者が返信することができるサービス。ボトルメールに見立てている。はてなのサービスでは珍しい派手なデザインをしていた。

### はてなリング
いわゆる「ウェブリング」のサービス。同じ話題を扱っているブログやウェブサイトの輪を支援するサービス。はてなアンテナやはてなブックマークと連携しているのが特徴。2012年10月1日にサービス終了。

### はてなOne
はてなの各種サービスを一元的に閲覧することを目的としたSNS。強制ではないが実名での登録が推奨されていた。2012年10月1日にサービス終了。以降、このサービスの過去の投稿は「はてなココ」にある「ともだちの新着」ページで閲覧できるようになっている。

### うごメモはてな
任天堂のうごくメモ帳で作成したパラパラマンガを投稿し共有できる。

### はてなアイデア
はてなに対するアイデアの提案を行うことができる。各ユーザーは「アイデアポイント」というものを最初に1000ポイント与えられ、これをアイデアに対して投資し、アイデア成立後に配当を得る。ひとつのアイディアに1000ポイントの投資が行われると「株式を上場した」とみなされ、この後の取り引きによって、配当が決まる。予測市場」の仕組みを活用することで、効率的なアイデアの選別を行う。2013年7月末日にサービスを終了した。

### はてなアルバム
2012年5月にサービスインした新規の画像共有サービス。フォトライフと違い、他のユーザーと共同でアルバムを作ることを目的としている。
2014年7月1日サービス終了。

### はてなココ
2010年4月12日公開。今いる場所の位置情報を友人と共有できるモバイル端末向けサービス。
2014年7月1日サービス終了。